# Martini (cocktail)
Pour les articles homonymes, voir Dry et Martini.
Le Dry martini ou Martini gin est un apéritif et un cocktail dry officiel de l'IBA, à base de gin et de vermouth blanc. Il peut être garni d’une écorce de citron jaune ou d’une olive verte selon la demande.
Il est célèbre en littérature et au cinéma, en particulier aux États-Unis d’où il est originaire, en particulier en tant que cocktail préféré de l'agent secret britannique James Bond 007, de Ian Fleming, avec ses variantes Vodka martini, et Vesper,,.

## Histoire

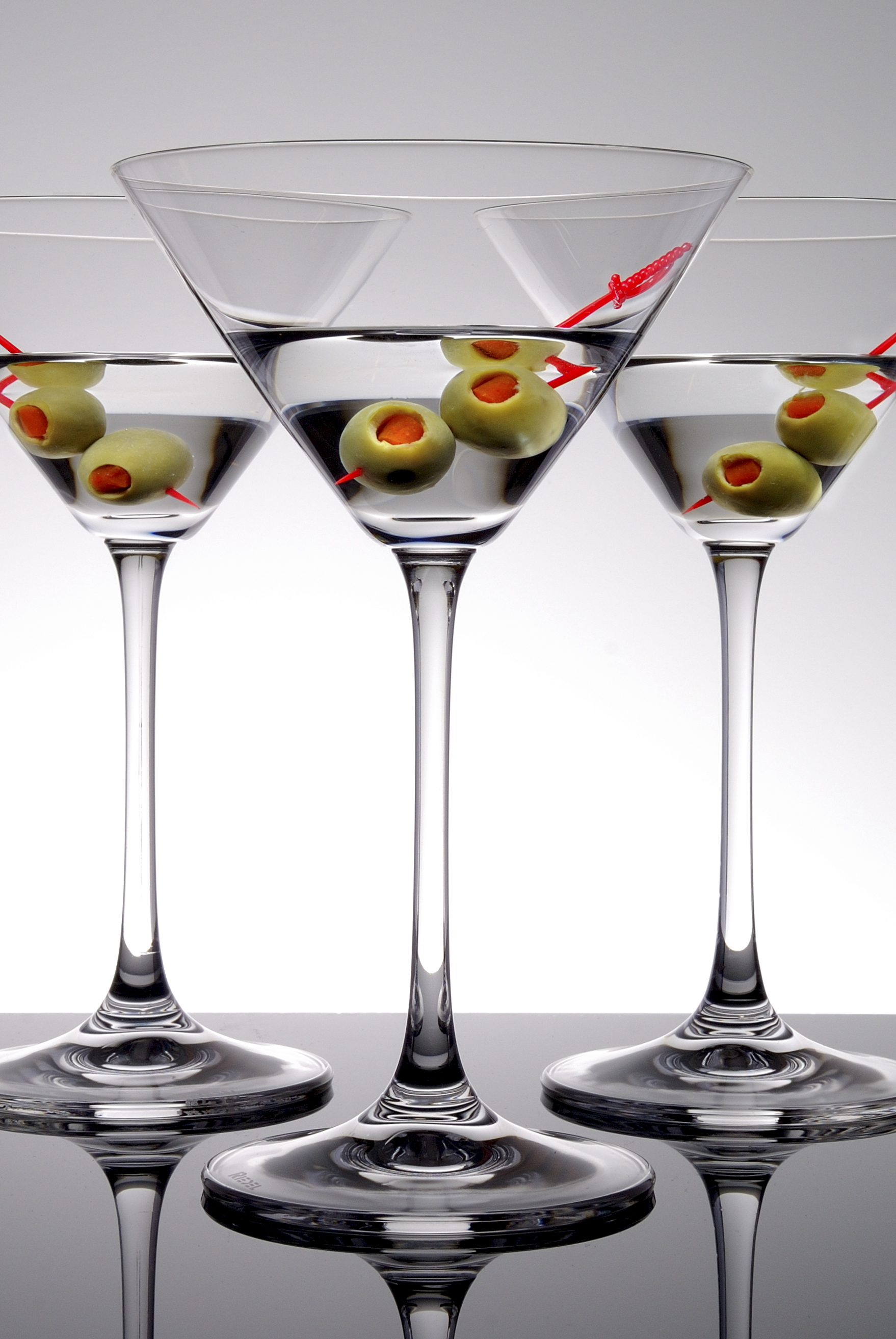

Le cocktail dry martini fait son apparition aux États-Unis, au début du XXe siècle, où il devient très populaire, et couramment associé à des personnalités telles que Cary Grant, Ernest Hemingway, Robert Oppenheimer, Franklin Delano Roosevelt, Winston Churchill, Queen Mum, et la reine Élisabeth II du Royaume-Uni,...
Le cocktail Dry martini (aux États-Unis) est souvent confondu avec la marque de vermouth apéritif Martini (en Italie et dans la plupart des pays d'Europe).
Le dry martini (dry = alcool sec en anglais) peut également désigner une variante plus alcoolisée du cocktail, avec une dose de vermouth réduite, avec par exemple le Montgomery Martini du field marshal britannique Bernard Montgomery ou de l’écrivain américain Ernest Hemingway (avec 10 à 15 mesures de gin pour 1 de vermouth), ou le célèbre Dry martini sans martini de Winston Churchill (qui affirmait qu'un regard vers la bouteille de vermouth était suffisant, ou que « le martini le plus sec est une bouteille de bon gin qui se trouvait autrefois à côté d'une bouteille de vermouth », ou encore celle du cinéaste espagnol Luis Buñuel, qui se contentait de mouiller les glaçons de vermouth sans le mélanger au gin...

## Préparation

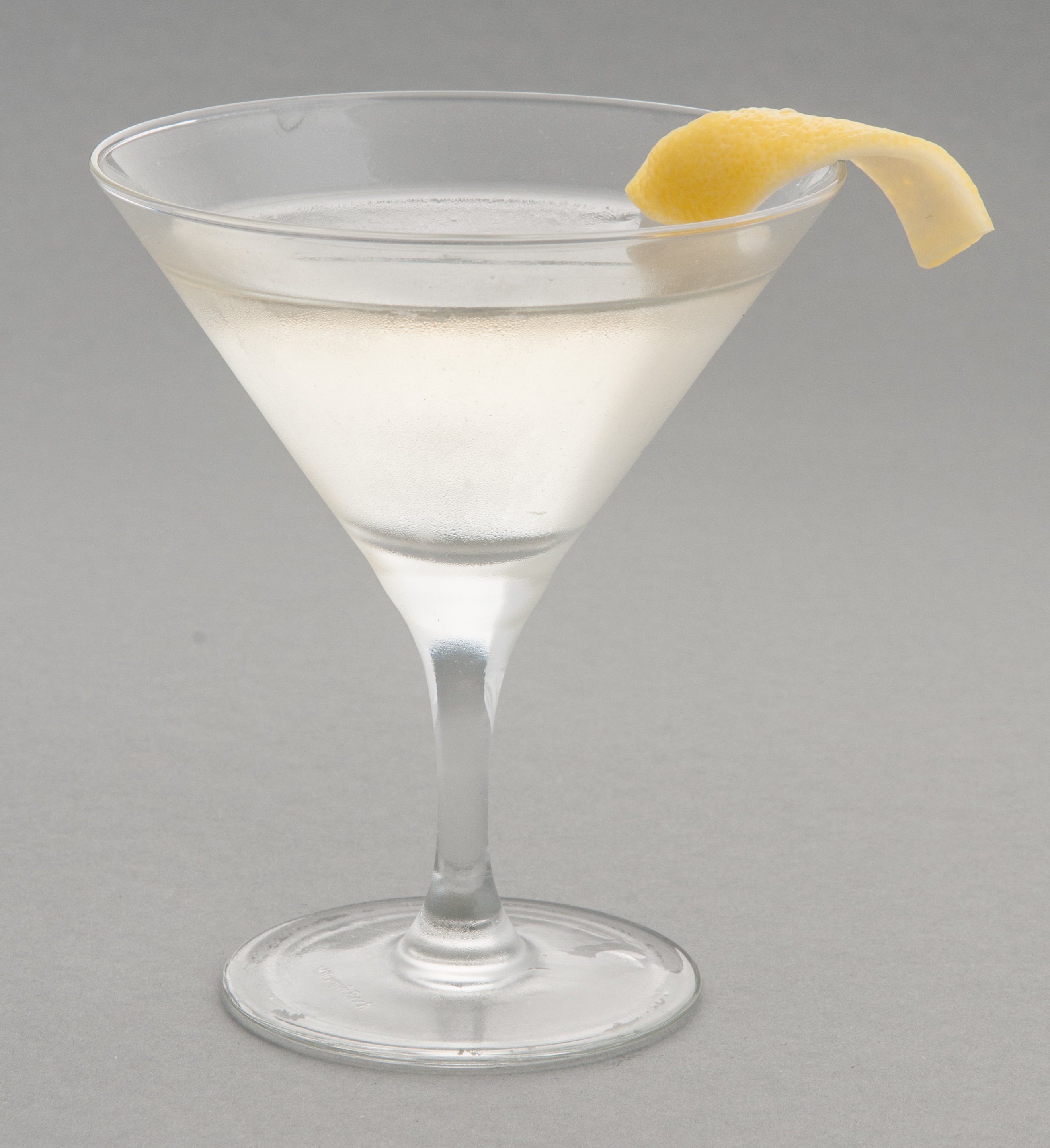
Avec un zeste de citron.

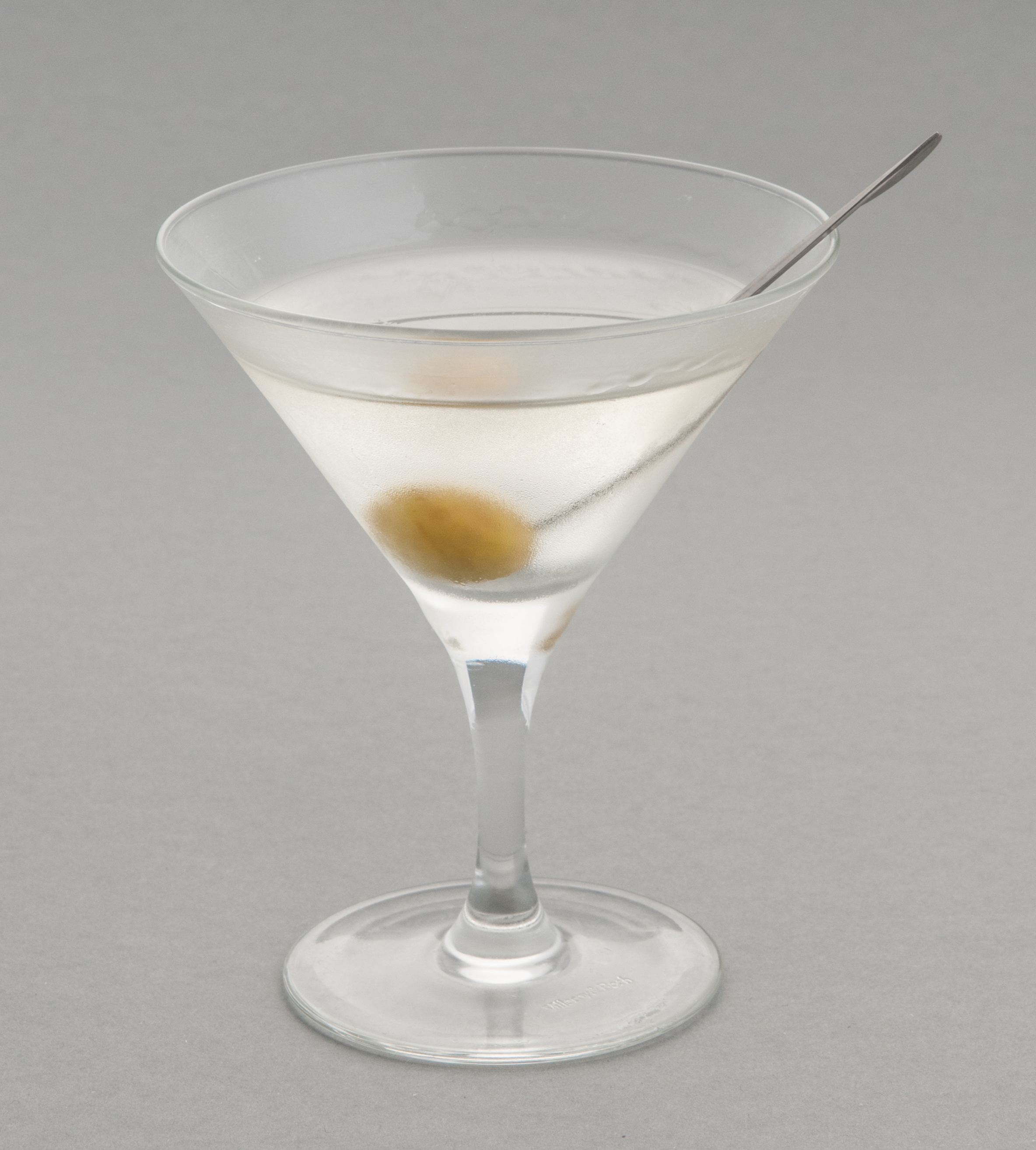
Avec une olive.

La recette de l'International Bartenders Association (IBA) indique les proportions suivantes :
- 6 cl de gin
- 1 cl de vermouth blanc sec
- 1 squeeze de citron jaune issu d'une écorce  ou une olive verte, si demandée.

Il est traditionnellement remué à la cuillère à cocktail avec des glaçons dans un verre à mélange, ce qui permet de mélanger et refroidir les ingrédients sans rendre le liquide « trouble »
Il est servi filtré sans glace (« straight up ») dans un verre à cocktail refroidi également appelé verre à martini.

### Variantes et cocktails dérivés
Il existe de très nombreuses variantes de ce cocktail jouant sur les rapports de vermouth et de gin, allant de 1:1 (fift-fifty) à 15:1 (Montgomery's) voire plus
,,
, la présence de condiments (bitter, saumure d'olives dans le dirty martini) ou la garniture : oignon grelot au vinaigre pour le Gibson (cocktail) (en), lamelle de concombre , pickles, petits piments...
Par ailleurs il existe également de nombreux cocktails dérivés utilisant le terme martini dans leur nom. Ils associent à l'alcool de base, gin ou souvent vodka, des éléments aromatiques supplémentaires : 
- purées de fruit (pastèque, fraise, fruit de la passion...)[12]

- liqueur (Grand Marnier, crème de cacao ou de café, vieille prune...), vin fortifié (Xeres, Lillet comme le Vesper), vermouth doux[13]...

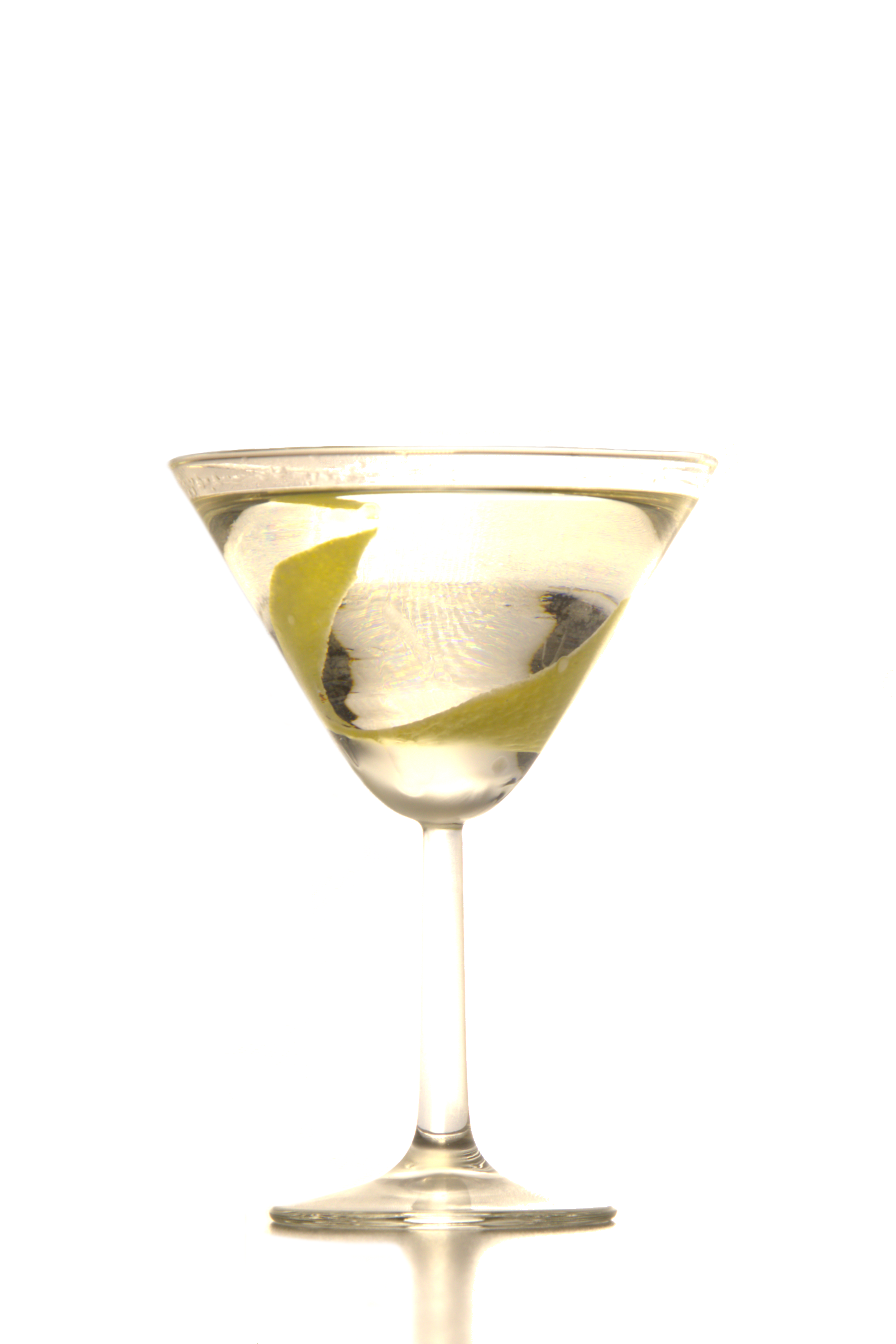
Vesper (variante de James Bond 007).

## Cinéma, télévision, littérature
Ce cocktail est lié à quelques personnages de films, séries de télévision, ou romans, dont :
- Séries télévisées : Rachel Green de Friends, Serena Van Der Woodsen dans Gossip Girl, Emily Nelson dans L'Ombre d'Emily, ou encore Grace Hanson dans Grace & Frankie...
- James Bond 007 (des romans de Ian Fleming et série de films, avec ses variantes Vodka martini, et Vesper[2],[3],[4]) préparés à l'origine avec du Gin Gordon’s, au shaker, pas à la cuillère (shaken, not stirred (en))[14],[15].
- Les Griffin (série d'animation) le chien Brian Griffin de la famille est amateur de cocktail martini.
- Shining, l'enfant lumière (roman de Stephen King) cocktail commandé par Jack Torrance lors de ses hallucinations au bar de l'hôtel Overlook (du bourbon Jack Daniel's dans l'adaptation Shining (film) au cinéma).

## Quelques variantes
- Tequini (tequila, vermouth).
- Vodka martini (vodka, vermouth).

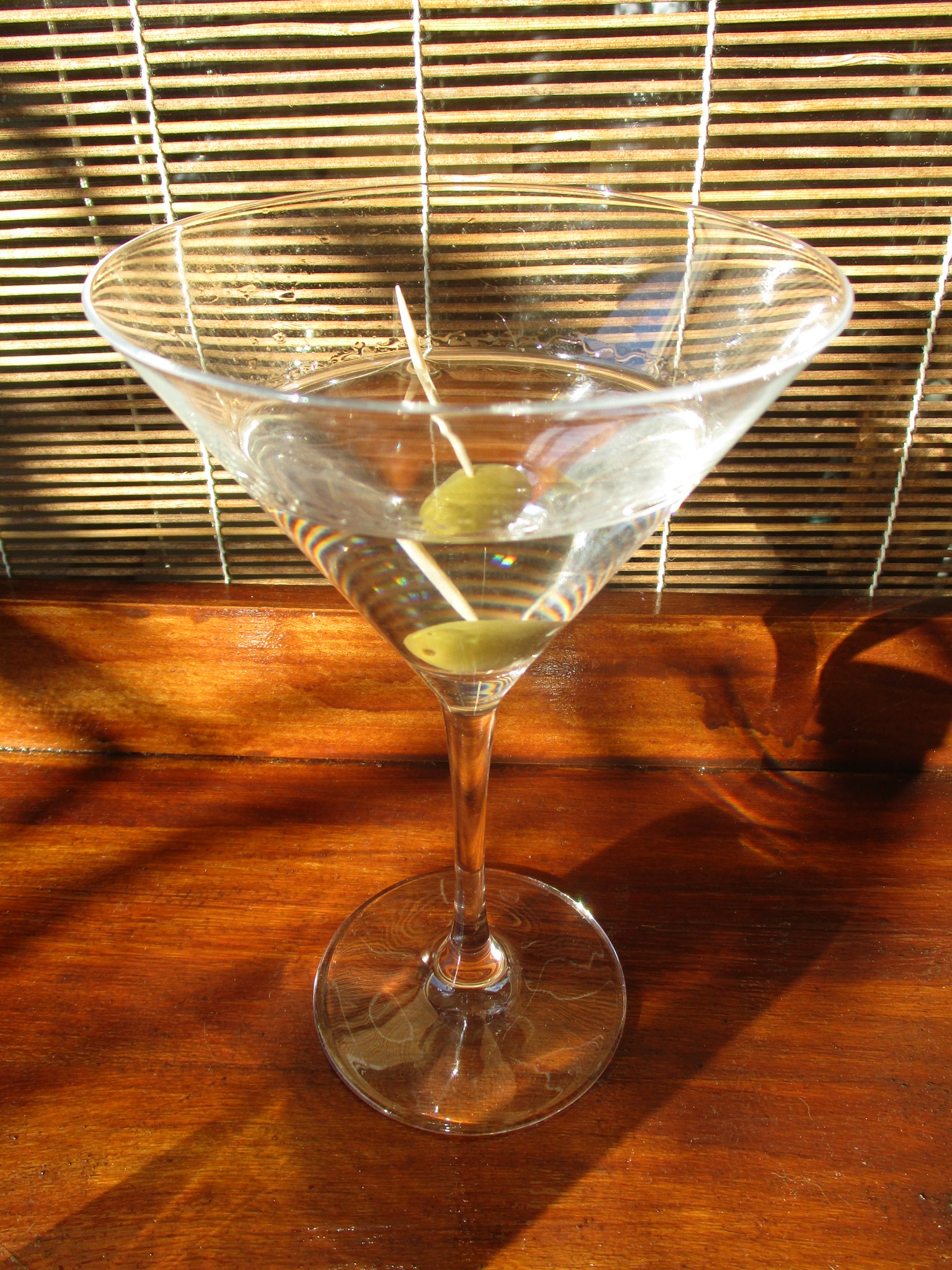
Vodka martini (variante)

- Dirty Martini (gin, vermouth, saumure d'olives vertes)
- Gibson (gin, vermouth, oignon grelot en saumure)
- Dry Martini Churchill (gin, sans vermouth).
- Sweet martini (gin, vermouth rouge, citron, cerise).
- Espresso Martini (vodka, liqueur de café, expresso).
- Queen's Dubonnet (gin, vermouth Dubonnet, zeste de citron).
- Queens (gin, vermouth rouge et blanc, jus d'ananas).
- Bronx (gin, vermouth rouge et blanc, zeste d’orange).
- Casino (gin, marasquin, amer à l'orange, jus de citron).
- Montgomery Martini (10 à 15 mesures de gin, pour 1 de vermouth).
- Manhattan (whisky, vermouth rouge, cerise au marasquin).
- Brooklyn (whisky, vermouth, marasquin, Angostura, cerise).
- French Martini (vodka, liqueur de framboise Chambord, jus d'ananas).
- Martinez (gin, vermouth rouge, marasquin, amers à l'orange).
- Martini Perfect (gin, vermouth blanc et rouge à part égale, tranche de citron, cerise).
- Créole Crème (rhum, vermouth blanc, jus de citron, sirop de grenadine, Angostura bitters).
- Vesper (gin, vodka, Lillet, citron) et Green Vesper (avec de l'absinthe à la place du Lillet).